# Clásico de la piedad filial
El Clásico de la piedad filial, también conocido por su nombre chino Xiaojing (en chino tradicional, 孝經; en chino simplificado, 孝经; pinyin, Xiàojīng), es un tratado clásico chino que elabora sobre el concepto confuciano de la piedad filial (孝, xiào), es decir, el trato debido a padres, hermanos mayores y  gobernantes.
El texto probablemente fue escrito durante el período tardío de los Reinos combatientes y principios de la dinastía Han y afirma ser una conversación entre Confucio y su alumno Zengzi. El texto fue ampliamente utilizado durante las dinastías Han y posteriores para enseñar a los niños mensajes morales básicos a medida que aprendían a leer.

## Autoría
El texto data de entre el siglo IV a. C. al siglo III a. C. No se sabe quién escribió realmente el documento cuya autoría tradional es una conversación entre Confucio y su discípulo Zengzi . Un autor del siglo XII llamado He Yin afirmó: "El Clásico de la piedad filial no fue creado por el mismo Zengzi. Cuando se retiró de su conversación con Kung-ne sobre el tema de la Piedad Filial, repitió a los discípulos de su propia escuela lo que (el maestro) había dicho, y ellos clasificaron los dichos y formaron el tratado".

## Contenido
Como sugiere el título, el texto elabora extensamente sobre la piedad filial, valor confuciano fundamental. El texto sostiene que si una persona ama y sirve a sus padres, hará lo mismo por sus gobernantes, lo que conducirá a una sociedad armoniosa. Por ejemplo,

## Influencia
El Clásico de la piedad filial ocupó un lugar importante en la educación clásica como uno de los textos fundacionales más populares hasta la China imperial tardía. [5] El texto se utilizó en educación primaria y moral junto con las Analectas, Aprendizaje elemental y Biografías de mujeres ejemplares . [6] El estudio del texto también se menciona en los epitafios como una indicación del buen carácter de una persona. Era una práctica leer en voz alta el texto cuando se estaba de luto por los padres. El texto también era importante desde el punto de vista político, en parte porque la piedad filial era tanto un medio para demostrar la virtud moral como para entrar en la burocracia para quienes tenían conexiones familiares con la corte imperial. [7] El texto fue importante en el neoconfucianismo y fue citado por la influyente figura de Song y filósofo neoconfuciano Zhu Xi .

## Traducciones
Existen muchas traducciones japonesas del Xiaojing .
Las siguientes son las principales traducciones en idiomas occidentales.
- Legge, James (1879). El Rey Hsiâo, en Sacred Books of the East, vol. III. Prensa de la Universidad de Oxford.
- (en francés) de Rosny, León (1889). Le Hiao-king . París: Maisonneuve et Ch. Leclerc. Reeditado (1893) como Le morale de Confucius: le livre sacré de la piété filiale . París: J. Maisonneuve.
- Chen, Ivan (1908). El libro de la piedad filial . Londres: J. Murray; Nueva York: EP Dutton & Co.
- (en alemán) Wilhelm, Richard (1940). Hiau Ging: das Buch der Ehrfurcht . Pekín: Verlag der Pekinger Pappelinsel.
- Makra, Mary Lelia (1961). El Hsiao Ching, Sih, Paul KT, ed. Nueva York: St. John's University Press.
- Ames, Roger T .; Rosemont, Henry, Jr. (2009). El clásico chino de la reverencia familiar: una traducción filosófica del Xiaojing . Honolulu: Prensa de la Universidad de Hawaii.